# آخرالزمان زد: آغاز پایان
آخرالزمان زد: آغاز پایان (به اسپانیایی: Apocalipsis Z: El principio del fin) فیلمی اکشن-زامبی و آخرالزمانی محصول کشور اسپانیا که در سال ۲۰۲۴ و به کارگردانی کارلس تورنس و با فیلم‌نامه‌نویسی آنخل آگودو و برپایه رمانی نوشتهٔ مانل لورِیرو ساخته شده است. داستان فیلم دربارهٔ تلاش‌های شخصیت اصلی به‌نام «مانل» با بازیگری فرانسیسکو اورتیز برای پیوستن دوباره به خانواده‌اش در جزایر قناری، در جهانی که شیوع یک بیماری همه‌گیر باعث تبدیل شدن افراد آلوده به موجوداتی خشونت‌طلب زامبی می‌شود.

## داستان
شش روز پس از شب سال نو، در اسپانیا، «مانل» که وکیل و صاحب یک شرکت انرژی خورشیدی است، به همراه همسرش «خولیا» به دیدن خواهر بزرگ‌ترش «بلن»، شوهرش «ماریو» و خواهرزاده‌اش «کارلوس» می‌روند. هنگام بازگشت به خانه در همان شب، گفت‌وگویی دربارهٔ تمایل نداشتن مانل به داشتن فرزند، منجر به تصادف جاده‌ای می‌شود که در آن، خولیا جان خود را از دست می‌دهد. یک سال می‌گذرد و در این مدت، مانل گوشه‌نشین شده و به همراه گربه‌اش «لوکولو» در خانه‌ای در گالیسیا زندگی می‌کند و تنها از طریق تماس تصویری با خواهر و خواهرزاده‌اش پیوند دارد. درحالی که مانل در دوران افسردگی به سر می‌برد، در ابتدا هیچ توجهی به شیوع یک ویروس خطرناک به نام TSJ نمی‌کند، ویروسی که با سرعت در سراسر اروپا گسترش می‌یابد و در برابر اقدامات قرنطینه مقاومت نشان می‌دهد. مادامی که دولت اسپانیا با ناامیدی تلاش می‌کند تا مردم را از این واقعیت بی‌خبر نگه دارد، ویروس، افراد آلوده را به زامبی‌هایی فوق‌العاده پرخاشگر تبدیل می‌کند.
خواهر مانل «بلن» به همراه شوهر نظامی‌اش به جزایر قناری منتقل می‌شوند؛ اما زمانی که مانل تلاش می‌کند به آن‌ها بپیوندد، دولت به‌طور ناگهانی مرزها را بسته و سپس وضعیت فوق‌العاده عمومی اعلام می‌شود.
مانل به بلن قول می‌دهد، علیرغم تلاش ارتش برای تخلیه و قرنطینه در خانه بماند. او هنگام جمع‌آوری آذوغه، شاهد حمله یک فرد آلوده به دو افسر پلیس و زخمی کردن آن‌ها می‌شود. دو هفته بعد، ذخایر مانل تقریباً تمام می‌شود و خطوط ارتباطی نیز از کار می‌افتند، به‌طوری که او از سرنوشت خانواده‌اش بی‌خبر مانده است. هنگام جست‌وجوی غذا در محله‌اش، با پیرزنی به نام «گابریلا» آشنا می‌شود که به دلیل استفاده از ویلچر نتوانسته در عملیات تخلیه شرکت کند. با کمک او، مانل موفق می‌شود مقدار اندکی آذوقه جمع‌آوری کند. آن شب، گابریلا به او اطلاع می‌دهد که پیامی رادیویی منتشر شده که بازماندگان را برای تخلیه به سمت جزایر قناری به دهانه رود آروسا فرا می‌خواند. با وجود تردیدهای گابریلا، مانل تصمیم می‌گیرد او را نیز با قایقی که پیش‌تر با همسرش خولیا داشتند به آنجا ببرد. اما صبح روز بعد، زمانی که آماده می‌شود تا گابریلا را بیاورد، درمی‌یابد که او برای آنکه مانعی بر سر راه فرار او نباشد، خودکشی کرده است.

## بازیگران
- فرانسیسکو اورتیز: در نقش «مانل»
- خوزه ماریا یازپیک: در نقش «پریچنکو» شخصیتی اوکراینی مسلط به زبان اسپانیایی سوار بر کشتی روسی که به همراه مانل از آنجا فرار می‌کند و تیر می‌خورد.
- برتا باسکس: در نقش «لوسیا» از کارکنان بیمارستان که از هنگام شیوع در آنجا مستقر شده بود.
- ماریا سال‌گیه‌رو: «خواهر سیسیلیا» به همراه لوسیا و سه کودک در بیمارستان مستقر شده‌اند، هنگام فرار از بیمارستان توسط زامبی گاز گرفته می‌شود.
- آمالیا گومز: «گابریلا»
- مارتا پوودا: «بلن» خواهر «مانل»
- ایریا دل ریو: در نقش «جولیا»
- یوری میخایلیچنکو: در نقش «اوشاکوف» از خدمه کشتی
- اوریول رویز: در نقش «ماریو»
- اوریول رویز فهرست کامل

## تولید
این فیلم محصول شرکت Nostromo Pictures و آدریان گوئرا تهیه‌کننده آن، و نوریا والس به‌عنوان تهیه‌کننده اجرایی می‌باشد. مکان‌های فیلم‌برداری در شهر بیگو شامل: زونا فرانکا (Zona Franca)، بندر ویگو (Port of Vigo) و بیمارستان مِیخویرو (Hospital Meixoeiro) بوده‌اند.

## پخش
این فیلم نخستین نمایش جهانی خود را در پنجاه و هفتمین جشنواره فیلم سیتخس در تاریخ ۵ اکتبر ۲۰۲۴ تجربه کرد، سپس در تاریخ ۳۱ اکتبر ۲۰۲۴ به‌صورت اینترنتی از طریق آمازون پرایم ویدئو منتشر شد.

## دنباله فیلم
در دسامبر ۲۰۲۴، پرایم ویدیو به تمامی رساند که دنباله‌ای برای این فیلم در دست تولید است.